# フリントストーン2/ビバ・ロック・ベガス
『フリントストーン2/ビバ・ロック・ベガス』（原題：The Flintstones in Viva Rock Vegas）は、2000年に公開されたアメリカ合衆国の映画である。『フリントストーン/モダン石器時代』の続編であるが、主要キャストは一新されている。

## キャスト
※括弧内は日本語吹替。
- フレッド・フリントストーン - マーク・アディ（金田明夫）
- バーニー・ラブル - スティーヴン・ボールドウィン（井上倫宏）
- ウィルマ・スラッグフープル - クリステン・ジョンストン（塩田朋子）
- ベティ・オシェール - ジェーン・クラコウスキー（高乃麗）
- チップ・ロックフェラー - トーマス・ギブソン（松本保典）
- ガズー / ミック・ジャギー - アラン・カミング（家中宏）
- パール・スラッグフープル - ジョーン・コリンズ（杉山佳寿子）
- スラッグフープル大佐 - ハーヴェイ・コーマン（塚田正昭）
- ロキシー - アレックス・メネシス（深水由美）
- ビッグ・ロッコ - トニー・ロンゴ（斎藤志郎）
- リトル・ロッコ - ダニー・ウッドバーン（星野充昭）
- キース・リクロック - ジョン・テイラー
- ガザーム / ガジング  - テイラー・ネグロン
- ブロントクレーンの試験官 - ジャック・マクギー、デヴィッド・ジーン・トーマス
- ディノの声 - メル・ブランク（ライブラリ出演）

### 備考・カメオ出演
- アン＝マーグレット&エルヴィス・プレスリーの楽曲「ラスベガス万才」をアレンジした「Viva Rock Vegas」が主題歌・挿入歌として使用されている。アン＝マーグレットは1963年に放送された『原始家族フリントストーン』にアン＝マーグロック役で出演しており、エンディングクレジットで「Viva Rock Vegas」を歌唱している。
- 本作でスラッグフープル大佐を演じるハーヴェイ・コーマンは、テレビアニメシリーズでガズーの声優を担当した。
- 本作でウィルマとフレッドの結婚を執り行う大臣とショウルームのアナウンサーを演じたジョン・スティーブンソンは、テレビアニメシリーズでミスター・スレートの声優を担当し、テレビスペシャル『The Flintstones Meet Rockula and Frankenstone』ではカウント・ロックラを演じた。
- 前作『フリントストーン/モダン石器時代』でベティを演じたロージー・オドネルは、本作ではベティとウィルマにマッサージを施すタコの声優を担当した。
- ウィリアム・ハンナとジョセフ・バーベラが映画の最後のシーンでカメオ出演している。

## 評価
第21回ゴールデンラズベリー賞で最低作品賞、最低リメイク・続編賞、最低脚本賞、最低助演男優賞（スティーヴン・ボールドウィン）、最低助演女優賞（ジョーン・コリンズ）の5部門にノミネートされた。